# 101 далматинец (фильм)
«101 далмати́нец» (англ. 101 Dalmatians) — фильм режиссёра Стивена Херека. Экранизация одноимённого романа британской писательницы Доди Смит, а также ремейк к одноимённому мультфильму 1961 года. В ролях: Гленн Клоуз, Джефф Дэниелс, Джоэли Ричардсон, Хью Лори.
Фильм был выпущен 27 ноября 1996 года. Он собрал в кинотеатрах 320,6 миллиона долларов при бюджете в 75 миллионов долларов. Клоуз была номинирована на премию Золотой глобус за Лучшую женскую роль — мюзикл или комедию. Фильм также был номинирован на премию BAFTA за лучший грим. Сиквел, «102 далматинца», был выпущен 22 ноября 2000 года. Приквел «Круэлла» Крейга Гиллеспи вышел 28 мая 2021 года.
Рекламный слоган: «Так много собак. Так мало времени».

## Сюжет
Лондонский геймдизайнер, Роджер Дирли, проживает со своим далматинцем Понго в Лондоне. Однажды, во время прогулки, Понго замечает красивую далматинку по имени Перита. После безумной погони по улицам Лондона, которая заканчивается в Сент-Джеймсском парке, Роджер понимает, что Понго влюблен в Периту. Ее хозяйка, Анита Кэмпбелл-Грин, влюбляется в Роджера после того, как они знакомятся. Они оба попадают в озеро в результате погони собак друг за другом. Анита оказывается в доме Роджера у камина и тот делает ей предложение. Она его принимает. Роджер и Анита женятся вместе с Понго и Перитой. Анита работает модельером в модном доме Де Виль. Ее босс, избалованная и гламурная Стервелла Де Виль, питает глубокую страсть к меху до такой степени, что заставляет таксидермиста, мистера Шкурнера снять шкуру с белого тигра в Лондонском зоопарке, чтобы сделать из нее ковер. Анита, вдохновленная своим питомцем, рисует эскиз пальто с узором пятнышек далматинцев. Стервелла заинтригована идеей изготовления одежды из настоящих далматинцев.
Вскоре Анита обнаруживает, что Перита беременна, а затем ей сообщают, что и она тоже. Некоторое время спустя Стервелла навещает ее и выражает презрение при встрече с Роджером. Она выражает отвращение к тому, что у них будет ребенок. Однако, Стервелла радуется тому, что Перита тоже беременна. После рождения 15 щенков, она возвращается и предлагает Роджеру и Аните 7500 фунтов за них, но те отказываются от сделки. Разъяренная Стервелла уходит и клянется отомстить Аните и Роджеру. Она нанимает воров, Джаспера и Хораса, и приказывает им украсть щенков. Однажды зимним вечером они врываются в дом Аниты и Роджера и крадут щенков, в то время как хозяева гуляют в парке с Понго и Перитой. Вместе с 84 другими далматинцами, которые были украдены или куплены ранее, они доставляют их в особняк Де Виль. Джаспер и Хорас также просят Шкурнера убить и содрать с них кожу, чтобы сшить пальто для Стервеллы.
В то время как семья опустошена потерей щенков, Понго начинает громко лаять, чтобы передать сообщение всем собакам и другим животным Лондона, а Роджер и Анита звонят в полицию. Собака, которая была свидетелем похищенных щенков, следует за Джаспером и Хорасом в особняк и находит их. Она помогает им сбежать из рук воров. Они направляются на соседнюю ферму, где позже к ним присоединяются Понго и Перита. Стервелла прибывает в особняк и вскоре обнаруживает пропажу. Рассерженная упущением воров, она решает вернуть щенков себе, Джаспер и Хорас отправляются на их поиски. После нескольких неудач Джаспер и Хорас обнаруживают поблизости полицию, охотящуюся за Стервеллой и ее приспешниками и сдаются ей, присоединяясь к Шкурнеру, который был избит ранее при попытке убить Лаки (одного из 15 щенков рожденного раньше положенного, так как после рождения он не подавал признаков жизни, а потом через несколько минут ожил, от чего и получил кличку - так как он удачно родился), который был оставлен позади. Тем временем Стервелла находит щенков на ферме и пытается вернуть их. Однако щенки перехитрили ее, в результате чего она упала в чан с патокой и свалилась через окно в свинарник.
Вскоре после этого бегущих далматинцев (включая Лаки) находят и отправляют домой, в то время как полиция прибывает на ферму, чтобы арестовать ее. В полицейском фургоне она отчитывает Джаспера, Хораса и Шкурнера за их оплошность. Понго, Перита и их щенки воссоединяются с Роджером и Анитой.
Узнав, что у оставшихся 84 щенков нет дома, они решают усыновить их. Роджер разрабатывает успешную компьютерную игру с участием щенков в качестве главных героев и Стервеллы в качестве злодея. Заработав миллионы, Роджер и Анита селятся за городом. У них рождается дочь. Через год щенки вырастают и обзаводятся собственным потомством, а Анита сообщает Роджеру, что снова беременна.

## Персонажи
- Понго — пёс-далматин. Очень умный, заботливый и находчивый. Его хозяин — компьютерщик Роджер. Есть супруга Перита.
- Перита — собака-далматинка. Такая же умная, как и Понго. Её хозяйка — дизайнер Анита. Анита называет её «Пэдди». Очень заботлива и находчива. Есть супруг Понго.
- Роджер Деали — хозяин Понго, создатель видеоигр. Роджер очень хороший компьютерщик, который умеет отказать Стервелле де Виль. Находчив, несколько раз делал видеоигру для придирчивого мальчишки. В конце фильма он всё-таки смог создать для него новую игру.
- Анита Кэмбэл-Брид — дизайнер «Дома мод де Виль», жена компьютерщика Роджера. Очень добрая, милая и заботливая девушка. Есть питомец — собака Перита.
- Няня — добродушная пожилая женщина, работает в доме Роджера и Аниты.
- Стервелла Де Виль — начальница Аниты, эксцентричная, непредсказуемая и крикливая владелица «Дома мод де Виль», водит огромную белую машину. Она очень хитра, жестока и решительна, любит покурить. Хотела себе манто и перчатки из шкур далматинов. После отказа Роджера и Аниты продать ей щенков уволила Аниту с работы.
- Джаспер Бякин — бандит, нанятый Стервеллой де Виль для кражи щенков. Очень худ, любит ругаться, бородат, носит шляпу. Большой подлиза, мерзавец и трус.
- Хорас Бякин — младший брат Джаспера, болван-бандит, тоже нанят де Виль. Очень толст, любит лесть и чинопочитание, почти что лыс, носит кепку. Весьма мерзок и трусоват.
- Шкурнер — живодёр, сообщник братьев Бякиных. Нем по причине полученной когда-то травмы — одна собака как-то разодрала ему зубами горло, оставив большой шрам.
- Алонзо — верный слуга Стервеллы.

## В ролях

Кабинет Стервеллы (декорация)

- Гленн Клоуз — Стервелла Де Виль
- Джефф Дэниелс — Роджер
- Джоэли Ричардсон — Анита
- Джоан Плаурайт — няня
- Хью Лори — Джаспер
- Марк Уильямс — Хорас
- Джон Шрапнел — Шкурнер
- Тим Макиннерни — Алонзо
- Хью Фрейзер — Фредерик

## Производство
Аниматронные существа, использованные в фильме, предоставлены Магазином существ Джима Хенсона.  Продюсер Эдвард С. Фельдман гарантировал усыновление каждого щенка, использованного в фильме. В ходе съемок было использовано более 300 далматинских щенков, потому что создатели «могли снимать их только в возрасте 5 или 6 недель и в самом симпатичном виде».  Съемки проходили на студии Shepperton Studios в Лондоне.

## Выпуск
Британская премьера фильма состоялась 4 декабря 1996 года в Альберт-Холле. Фильм собрал 136,2 миллиона долларов в Северной Америке и 320,7 миллиона долларов по всему миру.
15 апреля 1997 года фильм был впервые выпущен на VHS , а 21 апреля 1998 года — на DVD. Он был переиздан 16 сентября 2008 года.
Видеоигра по мотивам фильма «101 далматинец: Побег из поместья Дьявола» была выпущена в мае 1997 года.

## Оценка
На сайте Rotten Tomatoes фильму присужден рейтинг одобрения 41 % и средний рейтинг 5,32/10, основанный на 37 отзывах. Вывод критиков сайта гласит:
Несмотря на изящное исполнение Гленн Клоуз, «101 далматинец» — это слабый и посредственный ремейк.
На сайте Metacritic фильм имеет среднюю оценку 49 из 100, основанную на 20 отзывах, что указывает на среднюю оценку.

## Награды

### Премии
- 1997 — премия «Blockbuster Entertainment Awards» — актриса Гленн Клоуз
- 1997 — премия Kids’ Choice Awards (США) — собака Понго
- 1997 — премия «BMI Film & TV Awards» композитору Майклу Кэймену

### Номинации
- 1997 — номинация на премию BAFTA — художники по гриму
- 1997 — номинация на премию «Золотой глобус» — актриса комедии или мюзикла Гленн Клоуз

## Сиквел и приквел
22 ноября 2000 года вышло продолжение «102 далматинца». Изначально рабочее название фильма было «101 далматинец возвращаются».
Компания Disney  сняла приквел о Стервелле Де Виль под названием «Круэлла». Режиссёром выступил Алекс Тимберс, а продюсерами — Марк Платт и Эндрю Ганн, исполнительным продюсером стала Гленн Клоуз. Эмма Стоун сыграла главную роль. Тимберс покинул проект в декабре 2018 года из-за конфликтов в расписании и был заменен режиссёром Крейгом Гиллеспи. Дев Патель рассматривался на роль Роджера Дирли, а Николь Кидман — на роль баронессы, описанной как антагонист Стервеллы, которая сыграла ключевую роль в ее превращении в злодейку. Эмма Томпсон, Шарлиз Терон, Джулианна Мур и Деми Мур также рассматривались на роль баронессы.
Джаспер и Хорас также были показаны в фильме, на роль Джаспера искали афроамериканского актёра. В мае 2019 года Эмма Томпсон была отобрана на роль баронессы. 7 августа 2019 года Джоэл Фрай присоединился к актёрскому составу в роли Джаспера, в то время как Пол Уолтер Хаузер, как выяснилось, сыграет Хораса. 24 августа 2019 года, во время выставки D23 Expo, выяснилось, что съёмки для «Стервеллы» уже начались. Первый официальный постер фильма с участием Стоун в роли Стервеллы Де Виль с тремя взрослыми далматинцами на поводке, Хаузера в роли Хораса и Фрая в роли Джаспера также было представлено во время мероприятия. Съёмки фильма завершились 26 ноября 2019 года. В сентябре 2019 года Марк Стронг, Эмили Бичем и Кирби Хауэлл-Батист были отобраны на роли Джона, Кэтрин и Аниты. Первоначально фильм должен был выйти в прокат 23 декабря 2020 года. Однако, в августе 2019 года было объявлено, что премьера фильма в США будет отложена на 28 мая 2021 года.